# أربينيك نالبانديان
أربينيك نالبانديان (بالأرمنية: Արփենիկ Նալբանդյան) (وُلدت في 23 ديسمبر 1916 وتُوفيت في 17 مايو 1964) فنانة أرمنية في أرمينيا السوفيتية.

## السيرة الذاتية
ولدت أرنبيكن نالبانديان في 23 ديسمبر 1916 في تبليسي. درست في الفترة من 1935 إلى 1941 الرسم في أكاديمية تبليسي للفنون في جورجيا. أصبحت نالبانديان عضواً في اتحاد الفنانين الأرمن في عام 1943. وفي عام 1946 بدأت بالتدريس في معهد يريفان للفنون الجميلة والمسرح. في عام 1948 و 1952 تم انتخابها نائبة لمجلس المدينة. في عام 1956 حصلت على وسام «ميدالية العمال»، وفي عام 1957 تم تعيينها للتدريس في موسكو. في عام 1961 أصبحت فنانة فخرية لجمهورية أرمينيا الاشتراكية السوفياتية. 
تُوفيت اربينيك نالبانديان في 17 مايو 1964 في يريفان.

## المعارض
شاركت في معارض في جمهورية وطنها وفي أجزاء أخرى من الاتحاد السوفييتي.
- 1942 «بطولة الجيش الأحمر»، يريفان
- 1943 معرض التقارير، دار الفنان، يريفان (معرض فردي)
- 1948 38 أعمال، بيت الفنان، يريفان (معرض فردي)
- بيت الفنان 1967، يريفان (معرض فردي)
- 1988 معرض الصور، يريفان
- 2001 معرض ألبرت وتوف، YSA للفنون الجميلة (معرض فردي)
- 2016 معرض منفرد بمناسبة الذكرى المئوية لأربينك نالبانديان في المعرض الوطني بأرمينيا

## الأسرة
- الأخ - ديمتري نالبانديان، رسام شعب اتحاد الجمهوريات الاشتراكية السوفياتية، وهو عضو فعلي في أكاديمية الفنون الجميلة في اتحاد الجمهوريات الاشتراكية السوفياتية.
- الزوج - إدوارد إيزابكيان، الرسام الشعبي لأرمينيا، أستاذ. تزوجا في عام 1940.

أبناء:
- مهر إيزابيكيان - رسام

## الميداليات والجوائز
- وسام «تكريم العامل»، 1956
- رسام الشعب في أرمينيا، 1961.

## الروابط الخارجية
- Arpenik Nalbandyan
- Artists, Arpenik Nalbandyan
- Le Musée des Arts de l՚Arménie (Composition et introduction de N. Mazmanian) – Leningrad, Aurore, 1975, p. 94
- Armenian women artists 2000 – Armenian Culture Foundation (calendar)
- Arpenik Nalbandyan 100 (Author Hasmik Badalyan) – catalogue, Yerevan, 2016